# 1,2-二苯基乙胺
1,2-二苯基乙胺是一种含氮有机化合物，化学式C14H15N，是N-乙基-1,2-二苯基乙胺等许多NMDA受体拮抗剂与解离剂的结构母体。